# Conagra Brands
Conagra Brands, Inc., dawniej znany jako ConAgra Foods – amerykańska firma spożywcza z siedzibą w Chicago w stanie Illinois. Conagra wytwarza i sprzedaje produkty pod różnymi markami, które są dostępne w supermarketach, restauracjach i punktach gastronomicznych.